# Unpretty
"Unpretty" é uma canção do grupo americano TLC, para seu terceiro álbum de estúdio FanMail (1999). Foi produzido por Dallas Austin e co-escrito por Austin e Tionne "T-Boz" Watkins, com o colaborador de longa data, Dallas Austin, ajudando Watkins a adaptar o poema em uma canção estimulante para que sua base de fãs mulheres superasse os sentimentos de inadequação física.
"Unpretty" foi o segundo single lançado pela FanMail. Tornou-se o quarto single número um do grupo nos Estados Unidos da Billboard Hot 100, passando três semanas no topo do ranking, e o segundo número consecutivo do álbum, seguindo "No Scrubs". Um sucesso crítico, a canção foi nomeada para Song of the Year e Best Pop Performance by a Duo or Group with Vocals no Grammy Awards de 2000. Uma versão remixada da música intitulada "Don't Look Any Further", apresentando Dennis Edwards e Siedah Garrett, foi produzido por JayDee do 1208Ent e "Mad" Mike Lewin. Duas versões do remix foram feitas, uma contendo um verso de rap de Lisa "Left Eye" Lopes e uma sem o rap.

## Composição
O VH1 descreveu a música como tendo uma "vibração de rock alternativo". A Billboard descreveu a produção da música como uma "batida pop/rock" e descreveu as letras da música como sendo sobre inseguranças.

## Videoclipe
Paul Hunter dirigiu o videoclipe de "Unpretty", que foi filmado em junho de 1999 em Valência, Califórnia , e custou mais de US $ 1,6 milhão para ser produzido.
O vídeo começa com o TLC entrando em uma cabana de meditação. Enquanto as três cantoras começam a meditar, uma câmera de sonda é liberada para gravar imagens de lutas na vida cotidiana, que reúne vinhetas de várias histórias diferentes relacionadas às letras da música. Várias fotos do TLC meditando e em um campo de flores rosa e roxo são mostradas intermitentemente ao longo do vídeo.
O enredo principal de vinhetas apresenta uma jovem mulher, interpretada pelo membro da banda Chilli, e uma adolescente com excesso de peso (interpretada pela atriz Tamika Katon-Donegal). O namorado de Chilli a convence a fazer implantes mamários para aumentar seu busto largo. No entanto, depois que ela vê outro paciente no hospital (interpretado pela atriz Jade Valerie) recebendo seus implantes dolorosamente removidos, a mulher foge do hospital com medo, e mais tarde é mostrada brigando com seu namorado quando ela o pega lendo revistas de mulheres peitudas. A outra garota está preocupada em encaixar a imagem "ideal" da supermodelo que adquiriu uma bulimia como um resultado. Perto do final do vídeo, no entanto, ela derruba as imagens irrealistas de modelos que ela pregou na parede e se transformou em uma roupa de banho, um sinal de que ela pode estar começando a aceitar sua forma corporal.
Outra vinheta apresenta Watkins como uma estudante do ensino médio que é assediada por duas crianças brancas porque ela é uma garota (que é baseada no que ela lida no ensino médio), apenas para ser salva por sua professora, que manda as crianças brancas embora e recupera as coisas dela para ela. A última vinheta apresenta Lopes como uma mulher do centro da cidade que interpreta seu verso de "I'm Good at Being Bad", outra faixa no FanMail para sua amiga em seu carro. Eles se deparam com uma gangue da cidade, que é abordada por uma gangue rival que começa a ameaçá-los. As duas gangues começam a brigar, o que se torna tão violento que facas e canhões estão envolvidos e Lopes e sua amiga se escondem quando a janela do seu carro é danificada. Quando a luta diminui, Lopes deixa o carro para ajudar os sobreviventes feridos e quase inconscientes. Um dos sobreviventes foi mortalmente ferido por ter sido esfaqueado no coração, então Lopes aplica uma pressão no peito para parar o sangramento e reza enquanto esperam a chegada da polícia. Lopes também aparece nas tomadas de performance "Unpretty", recitando as letras das músicas em língua de sinais americana.
O canal oficial do grupo no YouTube contém uma versão abreviada do vídeo, lançada para o público de todas as idades (como "Children's Version"), que remove os enredos de solo de Watkins e Lopes, e algumas das cenas consideradas muito explícitas.

## Faixas
| - CD Single dos EUA (Green cover) 1. "Unpretty" (Versão de rádio) - 4:38 2. "Unpretty" ("Don't Look Any Further" Remix) - 4:25 - CD 1 e 2 do Reino Unido (Green cover) 1. "Unpretty" (Versão de rádio) - 4:08 2. "No Scrubs" (Versão de rádio) - 4:06 3. "Diggin' On You" (Versão de rádio) - 4:14 - CD 2 e 2 do Reino Unido (Blue cover) 1. "Unpretty" (Versão de rádio) - 4:08 2. "Unpretty" (M. J. Cole Remix) [Vox Up] - 4:48 3. "Unpretty" ("Don't Look Any Further" Remix) - 4:25 | - CD Maxi Single Europeu (Blue cover) 1. "Unpretty" (Versão de rádio) - 4:01 2. "Unpretty" ("Don't Look Any Further" Remix) - 4:26 3. "Unpretty" ("Don't Look Any Further" Remix w/ Rap) - 4:27 4. "Unpretty" (Pumpin' Dolls Radio Mix) - 4:03 5. "Unpretty" ("Don't Look Any Further" Remix) [Big Boyz Dub Mix] - 5:00 6. "Unpretty" (Pumpin' Dolls Club Mix) - 8:59 7. "Unpretty" (Amber Remix) - 4:36 - CD Single Europeu (Green cover) 1. "Unpretty" (Versão de rádio) - 4:09 2. "Unpretty" (Versão do álbum) - 4:38 3. "Unpretty" (M. J. Cole Remix) [Vox Up] - 4:48 4. "Unpretty" (M. J. Cole Remix) [Budd Dub] - 5:35 5. "Unpretty" (Instrumental) - 4:41 |

## Desepenho
| Chart (1999)                                   | Maior posição |
| ---------------------------------------------- | ------------- |
| O campo songid é OBRIGATÓRIO PARA PARADA ALEMÃ | 16            |
| Austrália (ARIA)                               | 3             |
| Áustria (Ö3 Austria Top 75)                    | 24            |
| Bélgica (Ultratop 50 de Flandres)              | 13            |
| Bélgica (Ultratop 50 da Valônia)               | 30            |
| Canadá (RPM)                                   | 12            |
| Canadá (RPM Canada Dance)                      | 3             |
| Canadá (RPM Top Singles)                       | 3             |
| Escócia (Scottish Singles Chart)               | 11            |
| Espanha (PROMUSICAE)                           | 20            |
| Estados Unidos (Billboard Hot 100)             | 1             |
| Estados Unidos (Billboard R&B/Hip-Hop Songs)   | 4             |
| Estados Unidos (Billboard Mainstream Top 40)   | 3             |
| Estados Unidos (Billboard Rhythmic)            | 10            |
| Europa (European Hot 100 Singles)              | 9             |
| Finlândia (Suomen virallinen lista)            | 12            |
| França (SNEP)                                  | 32            |
| Irlanda (IRMA)                                 | 4             |
| Noruega (VG-lista)                             | 10            |
| Nova Zelândia (Recorded Music NZ)              | 3             |
| Países Baixos (Dutch Top 40)                   | 6             |
| Países Baixos (Single Top 100)                 | 8             |
| Reino Unido (UK Singles Chart)                 | 6             |
| Reino Unido (OCC UK R&B)                       | 1             |
| Suécia (Sverigetopplistan)                     | 8             |
| Suíça (Schweizer Hitparade)                    | 9             |

| Chart (1999)                          | Posição |
| ------------------------------------- | ------- |
| Alemanha (Official German Charts)     | 96      |
| Austrália (ARIA)                      | 37      |
| Canadá (RPM)                          | 22      |
| EUA (Billboard Hot 100)               | 20      |
| Nova Zelândia (Recorded Music NZ)     | 11      |
| Reino Unido (Official Charts Company) | 44      |

| Chart (1990–99)         | Posição |
| ----------------------- | ------- |
| EUA (Billboard Hot 100) | 76      |

## Vendas e certificações
| Região                                                                                             | Certificação | Vendas     |
| -------------------------------------------------------------------------------------------------- | ------------ | ---------- |
| Austrália (ARIA)                                                                                   | Platina      | 70,000^    |
| Estados Unidos (RIAA)                                                                              | Platina      | 1,000,000^ |
| Nova Zelândia (RMNZ)                                                                               | Ouro         | 7,500*     |
| Reino Unido (BPI)                                                                                  | Prata        | 200,000    |
| Suécia (GLF)                                                                                       | Ouro         | 15,000^    |
| *números de vendas baseados somente na certificação ^distribuições baseadas apenas na certificação |              |            |